# Berggrundbuch
Das Berggrundbuch (auch Berghypothekenbuch) ist wie das Grundbuch ein öffentliches Register, in dem die Bergwerke, deren Eigentümer Gewerke und Feldesgrößen aufgeführt werden. Es wird bei den Amtsgerichten geführt. 

## Geschichte im Rheinland und in Westfalen
Vorläufer der Berggrundbücher waren die Berghypothekenbücher. Sie waren bereits nach der Kleve-Märkischen Bergordnung von 1738 vorgeschrieben.  Anfangs führte man sie nur als Mut-, Verleih- und Bestätigungsbuch ein. Mit der Bergordnung von 1766 verfeinerte sich die ordnungsgemäße Führung durch das Anlegen von so genannten Bergbüchern, die bis 1849 in Preußen bei den zuständigen Berggerichten geführt wurden. Mit deren Auflösung  führte man von 1849 bis 1861 so genannte Berghypothekenbücher bei den Bergämtern. Ab 1861 übernahmen diese Aufgabe so genannte Berghypothekenkommissionen bei den Oberbergämtern, deren Mitglieder die Befähigung zum Richteramt besitzen mussten. Die westfälische Berghypothekenkommission hatte ihren Sitz in Dortmund, die des Rheinlands in Siegen.
Mit dem preußischen Allgemeinen Berggesetz von 1865 ging die Führung der Berghypothekenbücher  auf die Grundbuchämter bei den Amtsgerichten über. Die Berghypothekenkommission Siegen wurde am 1. Oktober 1867 und die in Dortmund am 1. Mai 1875 aufgelöst. Die Einführung der neuen Berggrundbücher geschah unterschiedlich nach und nach. Zum Beispiel begann das Amtsgericht Bensberg erst 1891 damit.
Seit 2011 wird das Berggrundbuch für das gesamte Land Nordrhein-Westfalen vom Amtsgericht Recklinghausen geführt.